# Głotowo
Głotowo (Duits: Glottau) is een dorp en bedevaartsoord in de Poolse woiwodschap Ermland-Mazurië. De plaats maakt deel uit van de gemeente Dobre Miasto en telt 450 inwoners.

## Geschiedenis
Glottau werd voor het eerst genoemd in 1290. Het dorp verkreeg haar handvest in 131, nadat er een jaar eerder een pastorie is gevestigd. Bisschop Hermann von Prag verplaatste zijn kapittelkerk vanaf het heiligdom Pettelkau in 1343. Vanwege de toenemende onzekerheid van deze locatie door de binnenvallende Litouwers in dit gebied, verplaatste ze de kerk in 1347 naar Guttstadt. In 1785 was Glottau een koninklijk agrarisch dorp. Het bestond uit 62 huishoudens en er stond een kerk.
In 1945 behoorde Glottau tot het toenmalige district Heilsberg in het Regierungsbezirk Koningsbergen, in de provincie Oost-Pruisen van het Duitse Rijk. Tegen het einde van de Tweede Wereldoorlog werd het gebied bezet door het Rode Leger, waarna het gebied onderdeel werd van Polen.
| jaar | inwoners | opmerkingen                                     |  |
| ---- | -------- | ----------------------------------------------- |  |
| 1816 | 357      | [ 3 ]                                           |  |
| 1852 | 740      | [ 4 ]                                           |  |
| 1858 | 751      | van wie 1 Evangelische en 750 Rooms-Katholieken |  |
| 1871 | 810      | [ 6 ]                                           |  |
| 1933 | 755      | [ 7 ]                                           |  |
| 1939 | 737      | [ 7 ]                                           |  |
| 2006 | 450      |                                                 |  |
| 2011 | 494      | [ 1 ]                                           |  |

## Calvarieberg

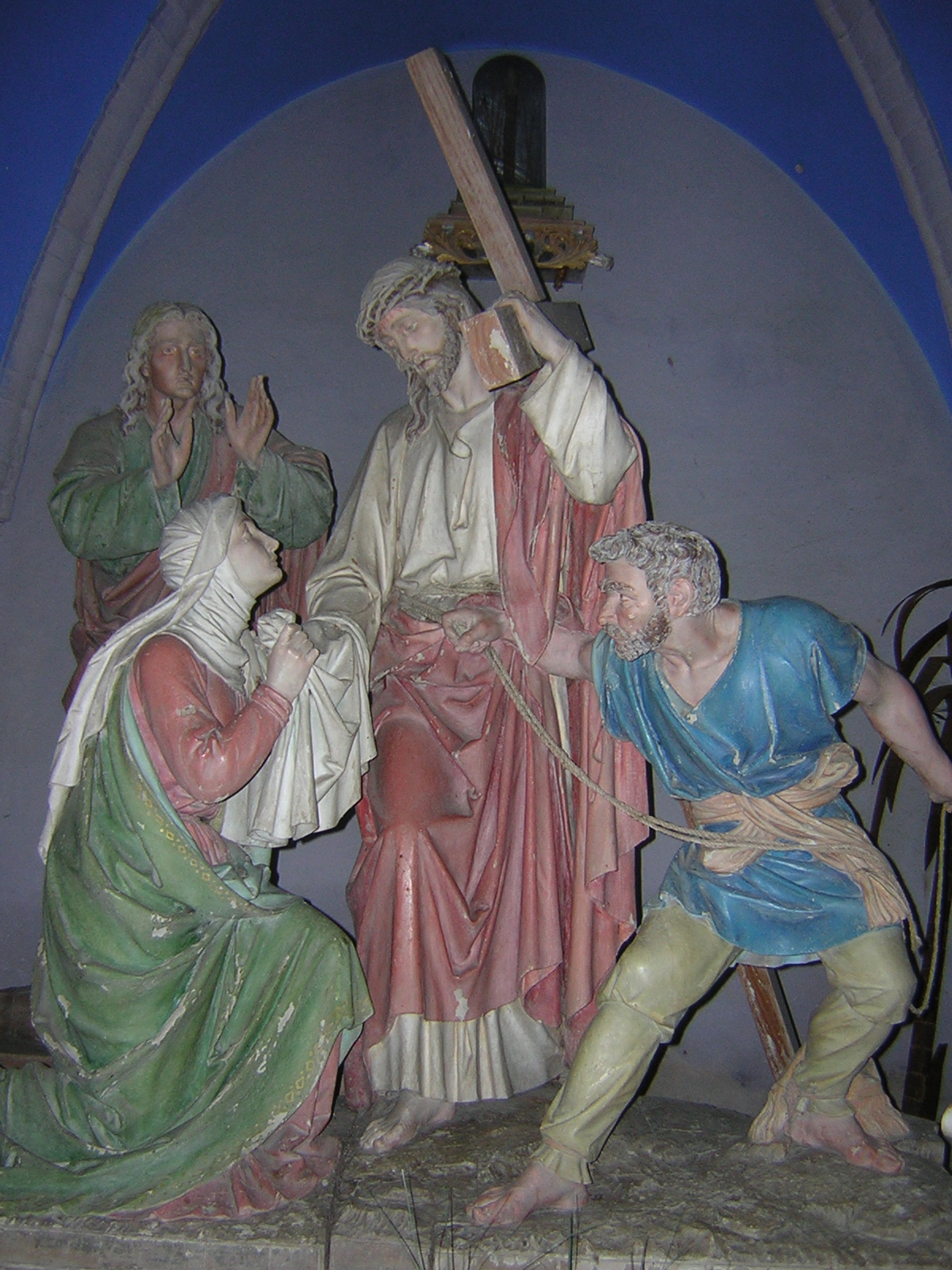
Beeld 6 van de kruisweg in Głotowo

Głotowo kent een relatieve bekendheid vanwege haar kruisweg, die uit 14stages bestaat. De kruisweg bevindt zich in een rivierdal in de buurt van de kerk. De kruisweg is aangelegd in 1878-1884. De aanleg
De aanleg van de Calvarieberg werd gestimuleerd en financieel ondersteund door een voormalige inwoner van het dorp, Johann Merten. De inauguratie werd in 1894 verzorgd door de toenmalige bisschop van Ermland Andreas Thiel. Sindsdien is de calvarie bezocht door duizenden pelgrims uit Polen, Duitsland en andere landen. In 2006 werd de Kruisweg uitgebreid gerenoveerd.

## Sport en recreatie
- Door deze plaats loopt de Europese wandelroute E11. De E11 loopt van Den Haag naar het oosten, op dit moment de grens Polen/Litouwen. Ter plaatse komt de route van het zuiden van Swobodna en vervolgt in noordelijke richting naar Dobre Miasto.